# 盛一朝
盛一朝（1831年—），江西永新县龙门镇盛家村人，清朝官员。
同治元年（1862年），盛一朝参加科举考试，成功登壬戌科进士。盛一朝历任湖南芷江、巴陵、临湘知县。
盛一林与盛一朝为兄弟。盛一朝之曾孙盛彤笙为中国科学院院士。